# Marguerite Lefèvre
Marguerite Alice Léonie Lefèvre (Steenokkerzeel, 1 maart 1894 - Heverlee, 27 december 1967) was een Belgische geografe. In 1960 werd ze de eerste vrouwelijke hoogleraar aan de Katholieke Universiteit Leuven.

## Levensloop
Marguerite Lefèvre werd geboren in Steenokkerzeel als enige dochter van Théophile Lefèvre en Elisabeth Verhulst. Na het overlijden van haar vader in 1899 verhuisde het gezin naar Leuven. Lefèvre volgde een opleiding tot regentes aan het Paridaensinstituut. Ze werkte eerst als leerkracht in het Miniemeninstituut voor ze secretaresse van Paul Michotte van den Berck, geograaf en hoogleraar aan de Katholieke Universiteit Leuven, werd in 1917. Naast secretaressewerk werkte ze mee aan Michottes lessen en voerde ze eigen onderzoek.
In 1920 werden voor het eerst vrouwelijke studenten aan de KU Leuven toegelaten. Lefèvre schreef zich in 1921 in en volgde vakken uit verschillende opleidingen. Omdat ze het vak fysische geografie niet in Leuven mocht volgen, volgde ze dit bij Paul Fourmarier aan de Universiteit van Luik. Na haar studies in Leuven studeerde Lefèvre geografie aan de Universiteit van Parijs in Frankrijk.
In 1927 keerde Lefèvre terug naar Leuven, waar ze assistente van Michotte werd. Na het behalen van haar doctoraat onder Albert Demangeon was Lefèvre hoger gediplomeerd dan Michotte, die van opleiding econoom was. Ze assisteerde Michotte in onderwijs- en onderzoekstaken. Van 1928 tot 1930 was ze aspirant bij het Nationaal Fonds voor Wetenschappelijk Onderzoek (NFWO). In 1932 ontving Lefèvre een beurs van de Belgian American Educational Foundation en was ze gedurende zes maanden verbonden aan de Columbia-universiteit in New York.
Michotte overleed in 1938. Lefèvre nam zijn taken over. Haar titel wijzigde van tijdelijk docent naar permanent docent. Tevens werd ze directeur van het Geografisch Instituut. In 1960 werd Lefèvre tot hoogleraar benoemd. In 1964 ging ze op emeritaat.
Lefèvre bekleedde verschillende functies:
- secretaris van de Belgische Vereniging voor Aardrijkskundige Studies
- vicevoorzitster van het Nationaal Comité voor Geografie
- lid van de Commissie voor de Atlas
- vicevoorzitster van de Internationale Geografische Unie